# Juliane Freiin von Campenhausen
Helene Juliane Freiin von Campenhausen (* 6. Februar 1902 in Riga; † 13. Februar 1990 in Heidelberg) war eine deutsche Politikerin und Landtagsabgeordnete der CDU.

## Leben
Juliane Freiin von Campenhausen wurde am 6. Februar 1902 in Riga geboren. Sie studierte Jura und war später als Rechtsanwältin tätig. Von 1946 bis 1950 war sie Abgeordnete im Württemberg-Badischen Landtag. Soziale Belange lagen ihr besonders am Herzen. Sie setzte sich beispielsweise für Unterhaltsbeihilfe für Angehörige von kriegsgefangenen Männern aus dem öffentlichen Dienst ein. Ihre juristischen Fachkenntnisse konnte sie mit ihrem sozialen Engagement im Rahmen ihrer politischen Tätigkeit sehr gut verbinden.